# Rheinland-Pfalz (F225)
Pour les autres navires du même nom, voir Rheinland-Pfalz (navire).
Le Rheinland-Pfalz (F225) est une frégate de la classe Baden-Württemberg en service dans la marine allemande depuis 2022.

## Construction
Conçu et construit par ARGE F125, une coentreprise de ThyssenKrupp et Lürssen, le Rheinland-Pfalz est le quatrième et dernier navire de sa classe construit. Déplaçant 7 200 tonnes, ces frégates sont deux fois plus lourdes que la classe précédente. Il s'agit des plus grandes frégates du monde,.
Le Rheinland-Pfalz est mis sur cale en janvier 2015, lancé en mai 2017 à Hambourg et livré à la marine allemande en janvier 2022,,. Après ses essais, la frégate est mise en service à Wilhelmshaven le 13 juillet 2022.